# Niestoja
Niestoja (deutsch Niostoy) ist ein kleines Dorf in der polnischen Woiwodschaft Ermland-Masuren. Es gehört zur Gmina Działdowo (Landgemeinde Soldau) im Powiat Działdowski (Kreis Soldau).

## Geographische Lage
Niestoja liegt im Südwesten der Woiwodschaft Ermland-Masuren, 22 Kilometer südwestlich der früheren Kreisstadt Neidenburg (polnisch Nidzica) bzw. sieben Kilometer nordwestlich der heutigen Kreismetropole Działdowo (deutsch Soldau i. Ostpr.).

## Geschichte
Das kleine Dorf Niostoy wurde 1350 gegründet. 1874 kam die Landgemeinde Niostoy zum neu errichteten Amtsbezirk Borchersdorf (polnisch Burkat) im ostpreußischen Kreis Neidenburg. Im Jahre 1910 zählte Niostoy 232 Einwohner.
Da im Soldauer Gebiet gelegen wurde Niostoy zusammen mit den übrigen Dörfern des Amtsbezirks Borchersdorf am 10. Januar 1920 gemäß Versailler Vertrag an Polen überstellt. Niostoy erhielt die polnische Namensform Niestoja und wurde am 1. August 1934 in die neu gebildete Landgemeinde Filice eingegliedert. Sie trat am 26. Oktober 1936 zum Deutschen Reich und wurde in „Fylitz“ rückbenannt. Die ihr zugehörenden Dörfer wurden im neuen „Amtsbezirk Tauersee“ – ab 24. April 1940  wieder im Kreis Neidenburg – zusammengeschlossen.
Das gesamte südliche Ostpreußen und somit auch Niostoy wurde 1945 in Kriegsfolge an Polen abgetreten. Das Dorf erhielt wieder die polnische Namensform und ist heute mit dem Sitz eines Schulzenamts (polnisch Sołectwo) eine Ortschaft im Verbund der Gmina Działdowo (Landgemeinde Soldau) im Powiat Działdowski (Kreis Soldau), bis 1998 der Woiwodschaft Ciechanów, seither der Woiwodschaft Ermland-Masuren zugeordnet.

## Kirche
Bis 1945 war Niostoy in die evangelische Kirche Borchersdorf (Kreis Neidenburg) in der Kirchenprovinz Ostpreußen der Kirche der Altpreußischen Union bzw. in die Diözese Działdowo der Unierten Evangelischen Kirche in Polen, außerdem in die römisch-katholische Kirche Soldau (Działdowo) eingepfarrt.
Heute gehört Niestoja zur evangelischen Erlöserkirche  Działdowo in der Diözese Masuren der Evangelisch-Augsburgischen Kirche in Polen sowie zur katholischen Kirche Turza Wielka ((Groß) Tauersee) im Bistum Toruń (Thorn).